# …From the Pagan Vastlands
…From the Pagan Vastlands är den fjärde demon/EP:n av det polska black metal-bandet Behemoth. Den spelades in i Warrior studios i december 1993 och släpptes på kassett av Pagan Records samma år. Inspelningen återutgavs på CD året därpå, av Wild Rags Records i USA och av Nazgul's Eyrie Productions i Europa.
Musik och text är skriven av Nergal förutom Deathcrush som är en Mayhem-cover samt texterna på spår 2, 3 och 6 som är skrivna av Baal.

## Låtlista
1. "From Hornedlands To Lindesfarne" – 5:59
2. "Thy Winter Kingdom" – 5:20
3. "Summoning (Of The Ancient Ones)" – 4:58
4. "The Dance Of The Pagan Flames" – 4:02
5. "Blackvisions Of The Almighty" – 4:53
6. "Fields of Haar-Meggido" – 6:38
7. "Deathcrush" (Mayhem-cover) – 3:22

## Banduppsättning
- Adam "Nergal" Darski – sång, gitarr
- Adam "Baal" Muraszko – trummor
- "Frost" – gitarr

### Sessionsmedverkan
- S. K. – bas
- Czarek Morawski – keyboard
- Rob "Darken" Fudali – ljudeffekter